# Liothyrella expansa
Liothyrella expansa är en armfotingsart som beskrevs av Cooper 1982. Liothyrella expansa ingår i släktet Liothyrella och familjen Terebratulidae. Inga underarter finns listade i Catalogue of Life.